# Placopsicrangon
Placopsicrangon is een geslacht van kreeftachtigen uit de klasse van de Malacostraca (hogere kreeftachtigen).

## Soort
- Placopsicrangon formosa Komai & Chan, 2009